# Chris Bishop (Politiker)

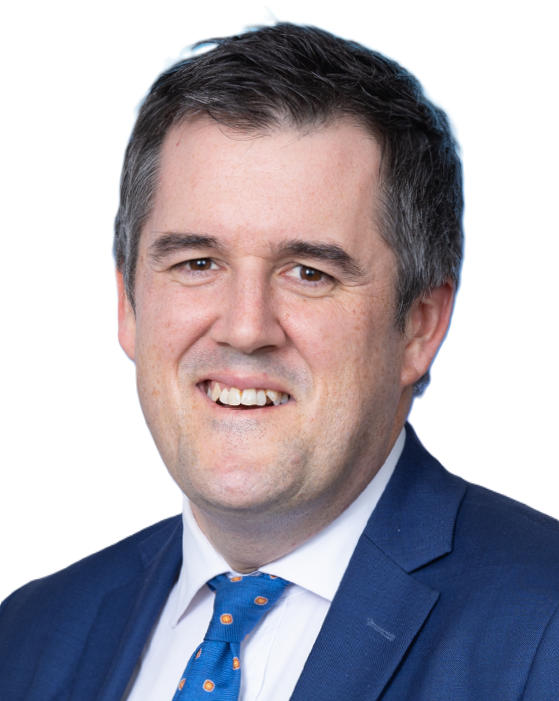
Chris Bishop (2023)

Christopher Bishop (* 4. September 1983 in Lower Hutt) ist ein neuseeländischer Politiker der New Zealand National Party.

## Leben
Bishop wurde am 4. September 1983 als Sohn der Eheleute Rosemary Dixon und John Bishop in Lower Hutt geboren. Sein Vater ist ein Journalist und seine Mutter eine Rechtsanwältin für Umweltrecht. Er besuchte in Lower Hutt die Eastern Hutt School und anschließend die Hutt Intermediate School. Es folgte der Besuch der Hutt International Boys’ School in Upper Hutt und anschließend sein Studium an der Victoria University of Wellington. Dort schloss er mit dem Bachelor of Arts und einem Bachelor of Laws mit Auszeichnung ab und wurde als Barrister und Solicitor am High Court of New Zealand zugelassen.

## Berufliche Karriere
Bishop arbeitete als ministerieller Berater für den Minister Gerry Brownlee von der National Party und anschließend als Corporate Affairs Manager für den Tabakkonzern Philip Morris, wo er sich als Lobbyist für das Unternehmen unter anderem gegen Pläne zur Erhöhung der Verbrauchssteuer auf Tabak und gegen Pläne zur Einführung von Klarsichtverpackungen für Zigaretten und Tabak in Neuseeland einsetzte. Auch arbeitete er als ministerieller Berater für den Minister Steven Joyce. Im Mai 2014 kündigte er an, für den Wahlkreis Hutt South zu kandidieren und gegen den Kandidaten Trevor Mallard von der New Zealand Labour Party antreten zu wollen.

## Politische Karriere
Bishop holte bei seiner ersten Kandidatur in dem Wahlkreis Hutt South aus dem Stand 41,66 % der abgegebenen Stimmen, konnte aber Mallard, der 43,40 % für sich verbuchen konnte, damit nicht besiegen. Doch über die Liste seiner Partei abgesichert, konnte Bishop erstmals mit einem Sitz in das Neuseeländische Parlament einziehen. Mit der Parlamentswahl 2017 wendete sich dann das Blatt für ihn und 47,48 % der Stimmen reichten aus, um den ersten Platz in dem Wahlkreis zu gewinnen. In der folgenden Parlamentswahl 2000 musste er sich mit 41,08 % wieder mit dem zweiten Platz begnügen, um dann im Jahr 2023 mit 44,37 % den ersten Platz wiedergewinnen zu können.
Die Labour Regierung unter Chris Hipkins verlor 2023 ihre Mehrheit und eine Drei-Parteien-Koalition unter Christopher Luxon als Premierminister konnte eine Regierung bilden, deren Teil Bishop mit einigen Ministerämter wurde (siehe nachfolgend).

### Ministerämter in der Regierung Luxon
Mit der Regierungsbildung vom 27. November 2023 übernahm Bishop folgende Ministerämter:
| Minister                            | vom               | bis     |
| ----------------------------------- | ----------------- | ------- |
| Minister of Housing                 | 27. November 2023 | aktuell |
| Minister for Infrastructure         | 27. November 2023 | aktuell |
| Minister Responsible for RMA Reform | 27. November 2023 | aktuell |
| Minister for Sport and Recreation   | 27. November 2023 | aktuell |
| Associate Minister of Finace        | 27. November 2023 | aktuell |
| Leader of the House                 | 27. November 2023 | aktuell |

Quelle: Department of the Prime Minister and Cabinet